# Aspenden Brook
Der Aspenden Brook ist ein Wasserlauf in Hertfordshire, England. Er entsteht westlich von Buntingford und fließt in südlicher Richtung bis zu seiner Vereinigung mit dem  Tannis Court Tributary zum The Bourne westlich von Aspenden.